# Van den Bosch (geslacht)

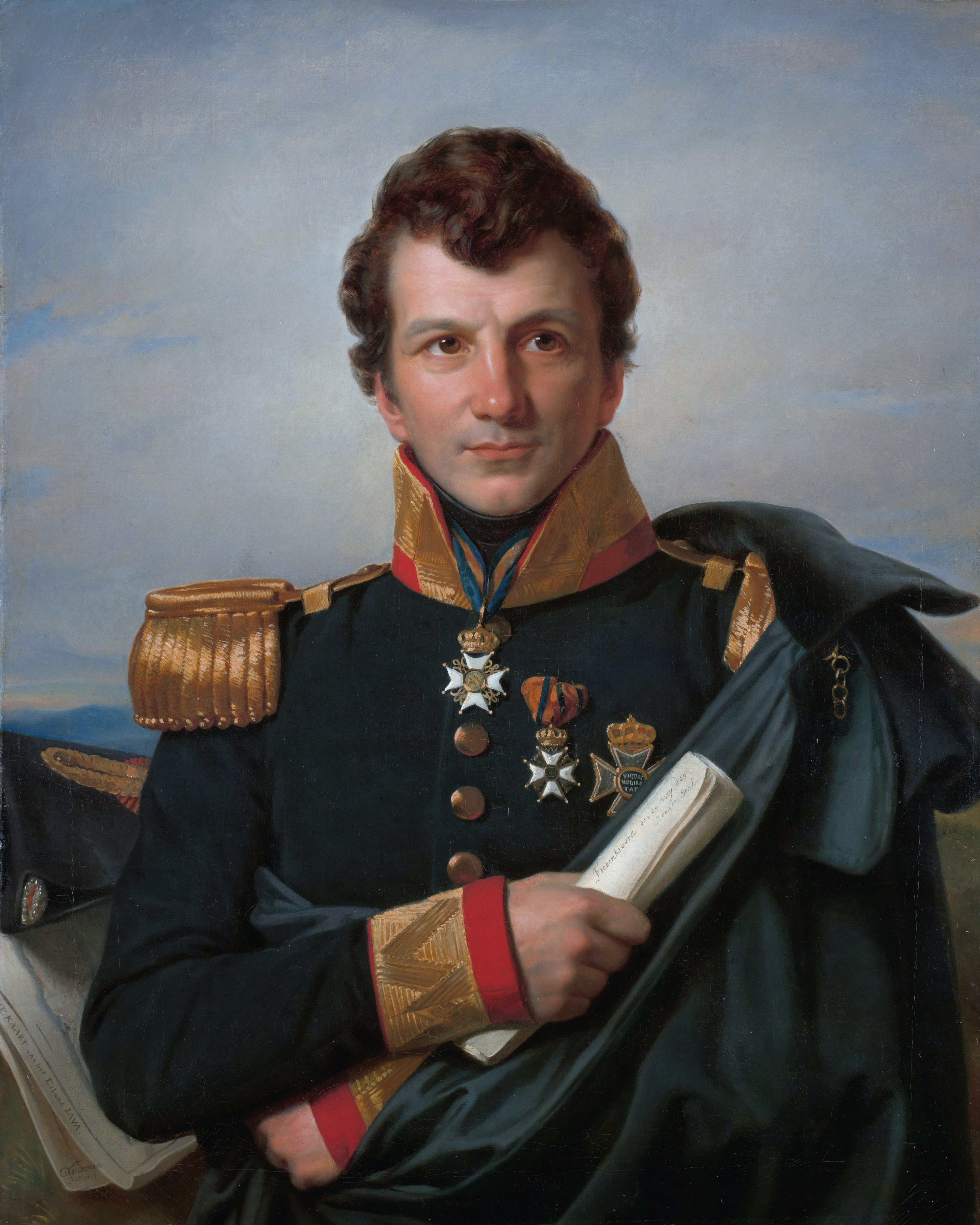
Johannes van den Bosch

Van den Bosch is een Nederlands patriciaats- en adellijk geslacht dat medici, militairen en bestuurders voortbracht.

## Geschiedenis
De bewezen stamreeks begint met Adrianus (Arij) van den Bosch die in 1701 te Utrecht woonde. Diens kleinzoon Johannes (1726-1809) was chirurgijn onder andere te Tiel.
Een zoon van die laatste werd minister van Koloniën en in die hoedanigheid in 1835 verheven in de Nederlandse adel met de titel van baron overgaand bij eerstgeboorte, en in 1839 verkreeg hij de titel van graaf, met eenzelfde overgang op nageslacht. Hij was tevens oprichter van de Maatschappij van Weldadigheid en sindsdien waren leden van dit geslacht voorzitter of bestuurslid, of lid Raad van Toezicht van die maatschappij.
In 1937 werden de niet-adellijke takken opgenomen in het genealogische naslagwerk Nederland's Patriciaat. Deze tak stierf uit met Jeanne Frederique van den Bosch (1912-2007).

## Bekende telgen
Johannes van den Bosch (1726-1809), chirurgijn
- Johannes graaf van den Bosch (1780-1844), minister van Koloniën, op 17 juni 1835 tot baron en op 25 december 1839 tot graaf verheven, beide overgaand bij eerstgeboorte
  - Johannes Hendrik graaf van den Bosch (1807-1854), lid Hooggerechtshof in Batavia, resident
    - Jkvr. Johanna Catharina Wilhelmina Jennij van den Bosch (1833-1911); trouwde in 1854 met jhr. Pieter Hendrik Reijnst (1830-1856), oom en tante van de schrijver Louis Couperus (1863-1923)
    - Johannes Hendrik Willem graaf van den Bosch (1840-1902), resident
      - Jkvr. Menauda Sara Johanna van den Bosch (1868-1946); trouwde in 1888 met Marinus Bernardus Rost van Tonningen (1852-1927), luitenant-generaal
      - Johannes Hendrik Otto graaf van den Bosch (1869-1940), vice-admiraal 1925-1939, lid Hoog Militair Gerechtshof 1924-1939
        - Mr. Johannes Hendrik Otto graaf van den Bosch (1906-1994), bankier en schaakspeler, voorzitter Maatschappij van Weldadigheid
          - Johannes Hendrik Otto graaf van den Bosch (1941), bankier, oud-bestuurslid Maatschappij van Weldadigheid en chef de famille
          - Jkvr. Jeanne Françoise Marie van den Bosch (1944-1977), edelsmid
          - Jkvr. Theodora Philippina van den Bosch (1946); trouwde in 1973 met Piet Hein Verspyck Mijnssen (1945-2009), bankemployé, van 1980 tot 2009 penningmeester van de Stichting Françoise van den Bosch en naamgever van haar Piet Hein Verspyck Mijnssen Jong Talent Stimuleringsaankopen, telg uit het geslacht Mijnssen

        - Prof. jhr. mr. Theodoor Willem van den Bosch (1913-1995), hoogleraar militair recht Universiteit van Amsterdam 1974-1988, president Hoog Militair Gerechtshof 1977-1983
          - Jkvr. drs. Louise Françoise Ernestine van den Bosch (1941), oud-bestuurslid Maatschappij van Weldadigheid
          - Jhr. mr. Johannes Karel Hendrik van den Bosch (1946), oud-directeur bij Nationale Nederlanden
            - Jkvr. Victoria van den Bosch MSc (1981), lid Raad van Toezicht Maatschappij van Weldadigheid

      - Jhr. Hendrik Joan van den Bosch (1875-1950), directeur cultuurmaatschappij
        - Jhr. Hendrik Joan van den Bosch (1902-1999), procuratiehouder bij een Haagse bank; trouwde in 1955 in tweede echt met Gerharda Johanna Brethouwer (1921-2006), burgemeester van Puttershoek, van Brummen
          - Jhr. drs. Jente van den Bosch (1957), archeoloog en oprichter van SOB Research

        - Jhr. Willem van den Bosch (1910-1987), chef bij een stoomvaartmaatschappij
          - Jhr. Joan Louis Constant van den Bosch (1937-1986), werkzaam bij een bankiersfirma
            - Jkvr. mr. Claire van den Bosch (1966), horeca-ondernemer en oud-bestuurslid Maatschappij van Weldadigheid

  - Jhr. Hendrik van den Bosch (1812-1882), burgemeester van De Bilt
    - Jhr. Johannes van den Bosch (1847-1918)
      - Jhr. Hendrik van den Bosch (1881-1953), burgemeester van Amerongen en Leersum
        - Jhr. mr. Oscar Rudolf van den Bosch (1928-2019), burgemeester van Amerongen en Heemstede
          - Jhr. mr. Jan Willem Hendrik van den Bosch (1963), oud-bankier, oud-bestuurslid Maatschappij van Weldadigheid
          - Jhr. mr. Rudolf Age van den Bosch (1966), oud-zakelijk directeur museum Beelden aan Zee; trouwde in 1996 met prof. dr. Johanneke Portielje (1968), hoogleraar geriatrische oncologie te Leiden
- Benjamin van den Bosch (1790-1864), garde d'honneur onder Napoleon Bonaparte, luitenant-kolonel infanterie
  - Johannes Adrianus van den Bosch (1813-1870), generaal-majoor cavalerie, adjudant-generaal van koning Willem III, chef van de Generale Staf en lange tijd adjudant van de Prins van Oranje, minister van Oorlog 1866-1868
    - Johannes Adrianus Leonard van den Bosch (1861-1945), eigenaar van een ranch in Californië en van Huis Hooge Vuursche
      - Jeanne Frederique (Janey) van den Bosch (1912-2007), makelaar in Washington DC en laatste telg van de patriciaatstak

D'Aubremé † ·
Bentinck † ·
Van den Bosch ·
De Borchgrave d'Altena ·
Van Bylandt ·
Du Chastel de la Howarderie † ·
Van Gronsfeld Diepenbrock † ·
Dumonceau ·
Van der Duyn † ·
Festetics de Tolna ·
De Ficquelmont † ·
De Geloes ·
Van der Goltz † ·
Van Heerdt † ·
Van Heiden † ·
De Hochepied ·
Van Hoensbroeck ·
Van Hogendorp · 
Von Hompesch-Rürich † · 
De Larrey † ·
Van Limburg Stirum · 
Van Lynden ·
De Marchant et d'Ansembourg ·
Van Nassau la Lecq † ·
De Norman d'Audenhove ·
Von Oberndorff ·
Van Oranje-Nassau van Amsberg · 
De Perponcher Sedlnitsky ·
Von Quadt ·
Van Randwijck ·
Von Ranzow ·
Van Rechteren ·
Van Reede † ·
Van Renesse † · 
De Riquet de Caraman ·
Schimmelpenninck ·
Zu Stolberg-Stolberg ·
Van Wassenaer † ·
Wolff Metternich † ·
Van Zuylen van Nijevelt

Geslachten die tot de adel van het Koninkrijk der Nederlanden behoren of hebben behoord. Lijst volgens opgave van de Hoge Raad van Adel. †: Geslacht uitgestorven of titel vervallen.